# ГЕС Цзинанькяо
ГЕС Цзинанькяо (金安桥水电站) — гідроелектростанція у центральній частині  Китаю в провінції Юньнань. Знаходячись між ГЕС Ахай (вище по течії) та ГЕС Lóngkāikǒu, входить до складу каскаду на одній з найбільших річок світу Янцзи (розташовується на ділянці її верхньої течії, котра носить назву Цзиньша). 
В межах проекту річку перекрили греблею із ущільненого котком бетону висотою 160 метрів та довжиною 640 метрів, яка потребувала 3920 тис м3 матеріалу. Гребля утримує водосховище із об’ємом 913 млн м3 (корисний об’єм 346 млн м3) та припустимим коливанням рівня у операційному режимі між позначками 1398 та 1418 метрів НРМ (під час повені до 1421,1 метра НРМ). 
Пригреблевий машинний зал обладнали чотирма турбінами типу Френсіс потужністю по 600 МВт, які використовують напір від 95 до 126 метрів (номінальний напір 111 метрів) та забезпечують виробництво 11,4 млрд кВт-год електроенергії.